# Matāʻutu
Matāʻutu (in francese Mata Utu) è il centro amministrativo ed il villaggio più importante del territorio di Wallis e Futuna, collettività d'oltremare francese. È inoltre capoluogo del distretto di Hahake e del regno tradizionale di Uvéa.

## Geografia fisica
Il centro si trova sulla costa settentrionale dell'isola di Wallis o ʻUvea, ad un'altezza media di 6 m sul livello del mare. Ha una popolazione di 1 075 abitanti (censimento 2013), e le lingue parlate sono il francese ed l'uveano (o wallisiano).

## Caratteristiche
Il centro di Matāʻutu è dominato dalla Cattedrale di Nostra Signora dell'Assunzione (dichiarata monumento nazionale francese). Nelle sue vicinanze si trova, oltre a diversi ristoranti, alberghi e l'ufficio postale, il palazzo del Re di Uvéa (uno dei tre regni tradizionali in cui è divisa la Collettività territoriale d'Oltremare). A poca distanza si trovano anche la stazione di polizia ed un centro commerciale.

Nelle vicinanze di Matāʻutu si trovano due importanti siti archeologici: Talietumu e Tonga Toto.

## Società

### Evoluzione demografica
Abitanti censiti